# 吉田國雄
吉田 國雄（よしだ くにお、1942年1月15日 - ）は、日本の電気・電子工学者。元東京工業大学および大阪工業大学教授。工学博士（大阪大学）。大阪大学レーザー核融合研究センター（現：大阪大学レーザー科学研究所）元研究員。
専門は、光工学・光量子科学・薄膜光学、レーザー工学（特に高出力レーザーシステム/レーザー核融合プラズマ）・光エレクトロニクス、超精密加工。

## 経歴
1973年大阪大学大学院工学研究科電気工学専攻修士課程修了。のちに、工学博士（大阪大学）。名古屋大学プラズマ研究所出向研究員（大出力レーザ機の激光I号機開発担当）などを経て、大阪大学レーザー核融合研究センター（現：大阪大学レーザー科学研究所）にて、高出力レーザーシステム/レーザ核融合プラズマ・薄膜光学・超精密加工の研究開発に従事（レーザ核融合研究の第一人者である大阪大学レーザー核融合研究センター創設者・名誉教授の山中千代衛に師事）。同大学助教授などを経て、1992年大阪工業大学工学部電子工学科助教授。1995年同学科教授。2002年同学部電子情報通信工学科（現：電子情報システム工学科）教授。特に、大阪工業大学電子工学科と大阪大学レーザー科学研究所との研究連携に貢献した。
2006年東京工業大学イノベーション研究推進体教授。2010年同特任教授。東京工業大学と三菱商事の連携組織「EntropiaレーザーInitiative」（太陽光励起レーザーを基軸とした新クリーンエネルギーシステムの推進拠点）メンバーも務めた。
東京工業大学退官後は、大阪大学レーザー科学研究所特任研究員も務めた。
主な所属学会は、レーザー学会、プラズマ・核融合学会、電気学会、日本物理学会、応用物理学会。主な受賞は、市村学術賞貢献賞(1982)、日本ファインセラミックス協会技術振興賞(2002) 。
主な著書は、超精密生産技術体系（共著、フジ・テクノサービス1994、学術書）、超精密平面と面粗さ（共著、産業技術サービスセンター1993、学術書）、光学薄膜（共訳、日刊工業新聞社1989、学術書）。

## 主な研究
- 吉田國雄, 神村共住, 兒子治「超ハイパワーレーザー用光学材料と加工」『光技術コンタクト』第42巻第5号、日本オプトメカトロニクス協会、2004年、235-240頁、ISSN 09137289。
- 神村共住, 吉田國雄, 平等拓範「透光性セラミックスレーザー素子開発次世代レーザー光源への応用」『マテリアルインテグレーション』第19巻第6号、ティー・アイ・シィー、2006年、41-47頁、ISSN 13447858、CRID 1523951030367957760。
- 神村共住, 加納元, 越智完好, 吉田國雄, 吉田英次, 藤田尚徳, 田村繁治, 谷二三夫, 砂川道夫「マグネトロンスパッタ法で形成したTa2O5光学薄膜の力学的性質」『真空』第40巻第3号、日本真空学会、1997年、126-129頁、doi:10.3131/jvsj.40.126。
- 神村共住, 中井一人, 吉村政志, 森勇介, 佐々木孝友, 田中光弘, 岡田幸勝, 吉田英次, 中塚正大, 小島哲夫, 吉田國雄「イオンビームエッチングによる紫外用光学素子表面の高レーザー耐力化」『レーザー研究』第27巻第9号、レーザー学会、1999年、623-627頁、doi:10.2184/lsj.27.623。
- 出来恭一, 影林由郎, 北栃直樹, 堀口昌宏, 森勇介, 佐々木孝友, 吉田國雄, YAP Y. K.「CLBO結晶によるNd:YAGレーザの4倍波発生特性 : 特にその長時間動作特性について」『電気学会研究会資料. OQD光・量子デバイス研究会』第1997巻第53号、1997年10月、41-46頁、CRID 1574231875234073856。
- 吉田国雄「Nd,Gr共ドープGSAG結晶のレーザー発振特性」『中研所報』第26巻第3号、大阪工大摂南大学中央研究所、1993年、1-9頁、ISSN 02878186。
- 舩津貴行, 矢部孝, 吉田國雄, 内田成明 etal,.「新エネルギーサイクルに向けた高効率太陽励起レーザーの開発」『レーザー研究』第37巻第2号、レーザー学会、2009年、131-138頁、doi:10.2184/lsj.37.131。
- 矢部孝, 内田成明, 吉田國雄, 生田一成「太陽光励起レーザーとマグネシウムによる新エネルギーサイクル」『レーザー研究』第35巻Supplement、レーザー学会、2007年、90-91頁、doi:10.2184/lsj.35.90、ISSN 0387-0200。
- レーザによる核融合プラズマの研究 - 名古屋大学プラズマ研究所との共同研究[7]
- バブル検出器の爆縮放射線計測への応用：プラズマ計測I - 大阪大学レーザーエネルギー学研究センター（現：大阪大学レーザー科学研究所）との共同研究[8]